# Syndicat national de l'enseignement de la conduite et de l'éducation routière
Le syndicat national de l'enseignement de la conduite et de l'éducation routière (SNECER) est le syndicat des salariés de l'éducation routière et des écoles de conduite de France.
Il regroupe les professionnels des écoles de conduite et de sécurité routière, des centres de formation, des centres de sensibilisation aux causes et conséquences des accidents
Le syndicat a été fondé en 1976. D'abord membre de la fédération des routiers Force ouvrière, il adhère en 1981 à la   FEN puis de l'UNSA Education. En 2003 le SNECER a demandé son affiliation au pôle 6 (transports) de l'UNSA sous le titre SNECER UNSA Education Routière.